# Polytechnisches Journal
Das Polytechnische Journal ist die älteste technische Zeitschrift Deutschlands, die ohne Verbindung zu einem Gewerbeverein entstanden ist. Sie war eine der bedeutendsten technischen Zeitschriften deutscher Sprache des 19. Jahrhunderts.
Ihr Gründer und erster Herausgeber war der Augsburger Chemiker und Fabrikant Johann Gottfried Dingler (1778–1855). Verlegt wurde die Zeitschrift von dem Verlag J. G. Cotta in Stuttgart.

## Geschichte
Sie erschien von 1820 bis 1931 und umfasst insgesamt 33.448 Artikel mit 3495 Abbildungen in 370 Bänden und 24 Atlanten.
1820 bis 1825 erscheinen drei Bände pro Jahr, 1826 bis 1899 vier Bände pro Jahr, 1900 bis 1931 ein Band pro Jahr. Zwischen 1878 und 1884 erschienen zu 24 Bänden Atlanten mit bis zu 42 ganzseitigen Abbildungen.
Ein Teil der Beiträge besteht aus Rezensionen von Publikationen aus Europa und den USA. Ein weiterer Teil umfasst Übersetzungen und Beschreibungen von Patenten aus Europa und den USA. Vervollständigt wird der Überblick durch Beschreibungen und Erörterungen mannigfaltiger Verfahren aus allen Bereichen der Technik.
Dinglers Projekt einer Polytechnik umfasste nicht weniger als »die allgemeine Naturgeschichte, die Naturwissenschaft, die Chemie, die Mineralogie, die Pflanzenkunde, die Land- und Hauswirthschaft, die Maschinenlehre und Gewerbskunde, die Handels- und Waarenkunde«.
Der große zeitliche Bogen, den das »Polytechnische Journal« umfasst, spannt sich von den ersten zarten Wurzeln der Elektrotechnik bis zum vorläufigen Abschluss der Relativitätstheorie. Waren es zunächst eher Fragen der sich langsam industrialisierenden Agrarkultur und des sich zunehmend mechanisierenden Handwerks, treten sukzessiv Bereiche wie Bergbau und Hüttenwesen, Maschinen- und Fahrzeugbau, Antriebstechnik, chemische Verfahren, Elektro- oder Nachrichtentechnik hinzu.
Neben der Diskussion von technischen Innovationen und Patentschriften behandelte das »Polytechnische Journal« auch die mit der Industrialisierung verbundenen gesellschaftspolitischen und sozialen Fragen. Die Entstehung von Fabrikarbeiterschaft und Gewerkschaften wurden ebenso thematisiert wie die ersten Symptome industrieller Umweltverschmutzung.
1830/31 wurde sein Sohn Emil Maximilian Dingler Mitredakteur und gemeinschaftlicher Herausgeber. Kurz vor seinem Tod willigte Emil Maximilian Dingler noch in die Umbenennung in Dingler's polytechnisches Journal ein. Die Auflage betrug 1836 1500 Exemplare, 1858 etwa 2500. Im Zuge der Weltwirtschaftskrise stellte das Magazin 1931 sein Erscheinen ein.
Mit einer Laufzeit von 111 Jahren ist diese Zeitschrift ein beispielloses, europaweites Archiv der Technik-, Wissens- und Kulturgeschichte. Nur in Großbritannien existiert mit The Engineer eine noch längere Zeit verlegte technische Zeitschrift.

## Digitalisierung
Als Dingler-Online (siehe Weblinks) wurde in einem Projekt des Instituts für Kulturwissenschaft der Humboldt-Universität zu Berlin – in Kooperation mit der Sächsischen Landesbibliothek – Staats- und Universitätsbibliothek Dresden (SLUB) der gesamte Bestand des »Polytechnischen Journals« textdigitalisiert und unter der Creative-Commons-Lizenz BY-SA 4.0 frei im Internet verfügbar gemacht.